# Volksföderative Partei (bulgarische Sektion)

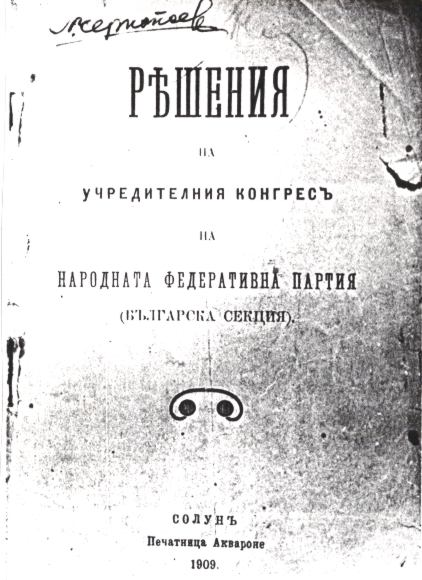
Parteistatut

Die Volksföderative Partei (bulgarische Sektion) (bulgarisch Народна федеративна партия (българска секция) Narodna federatiwna partija (Balgarska sekzija)) war eine bulgarische Partei im Osmanischen Reich.
Die SBKK wurde nach der Jungtürkischen Revolution im August 1908 in Thessaloniki von Mitgliedern der Bulgarischen Makedonien-Adrianopeler Revolutionären Komitees (kurz BMARK, später in Innere Mazedonische Revolutionäre Organisation umbenannt) gegründet.

## Bekannten Persönlichkeiten
- Jane Sandanski
- Christo Tschernopeew
- Todor Paniza